# Lijst van voetbalinterlands Burkina Faso - Mali
Deze lijst van voetbalinterlands is een overzicht van alle officiële voetbalwedstrijden tussen de nationale teams van Burkina Faso (tot 1984 heette het land Opper-Volta) en Mali. De West-Afrikaanse buurlanden speelden tot op heden 24 keer tegen elkaar. De eerste ontmoeting was een kwalificatiewedstrijd voor de Afrika Cup 1968 op 27 september 1967 op een onbekende locatie in Mali. Het laatste duel, een achtste finale van de Afrika Cup 2023, werd gespeeld in Korhogo (Ivoorkust) op 30 januari 2024.

## Wedstrijden
| №  | Plaats             | Datum             | Competitie                           | Wedstrijd           | Uitslag |
| -- | ------------------ | ----------------- | ------------------------------------ | ------------------- | ------- |
| 1  | ?                  | 27 september 1967 | Afrika Cup 1968 kwalificatie         | Mali – Opper-Volta  | 4 – 0   |
| 2  | ?                  | 15 november 1967  | Afrika Cup 1968 kwalificatie         | Opper-Volta – Mali  | 0 – 1   |
| 3  | ?                  | 24 november 1976  | Vriendschappelijk                    | Mali – Opper-Volta  | 2 – 1   |
| 4  | Ouagadougou        | 11 november 1984  | Vriendschappelijk                    | Burkina Faso − Mali | 1 − 0   |
| 5  | Libreville         | 6 december 1992   | Vriendschappelijk                    | Burkina Faso – Mali | 1 – 0   |
| 6  | Bamako             | 5 januari 1994    | Vriendschappelijk                    | Mali – Burkina Faso | 1 - 1   |
| 7  | Bamako             | 24 november 1996  | Vriendschappelijk                    | Mali – Burkina Faso | 2 – 0   |
| 8  | Bobo-Dioulasso     | 31 mei 1997       | Vriendschappelijk                    | Burkina Faso – Mali | 2 – 0   |
| 9  | Ouagadougou        | 11 januari 1998   | Vriendschappelijk                    | Burkina Faso – Mali | 0 - 0   |
| 10 | Bamako             | 27 september 1998 | Vriendschappelijk                    | Mali – Burkina Faso | 1 - 1   |
| 11 | Ouagadougou        | 10 januari 1999   | Vriendschappelijk                    | Burkina Faso – Mali | 1 – 0   |
| 12 | Ouagadougou        | 15 januari 1999   | Vriendschappelijk                    | Burkina Faso – Mali | 4 - 1   |
| 13 | Bamako             | 3 april 1999      | Vriendschappelijk                    | Mali – Burkina Faso | 5 – 2   |
| 14 | Bamako             | 19 april 2000     | Vriendschappelijk                    | Mali – Burkina Faso | 2 – 1   |
| 15 | Ségou              | 28 december 2001  | Vriendschappelijk                    | Mali – Burkina Faso | 2 – 1   |
| 16 | Radès              | 30 januari 2004   | Afrika Cup 2004                      | Burkina Faso − Mali | 1 − 3   |
| 17 | Ouagadougou        | 9 juni 2007       | Vriendschappelijk                    | Burkina Faso − Mali | 0 − 1   |
| 18 | Parijs             | 22 augustus 2007  | Vriendschappelijk                    | Burkina Faso − Mali | 2 − 3   |
| 19 | Le Petit-Quevilly  | 12 augustus 2009  | Vriendschappelijk                    | Mali − Burkina Faso | 3 − 0   |
| 20 | Saint-Leu-la-Forêt | 11 november 2011  | Vriendschappelijk                    | Burkina Faso − Mali | 1 − 1   |
| 21 | Troyes             | 9 oktober 2015    | Vriendschappelijk                    | Burkina Faso − Mali | 1 − 4   |
| 22 | Casablanca         | 6 januari 2017    | Vriendschappelijk                    | Mali − Burkina Faso | 2 − 1   |
| 23 | Yaoundé            | 16 januari 2021   | African Championship of Nations 2020 | Mali − Burkina Faso | 1 − 0   |
| 24 | Korhogo            | 30 januari 2024   | Afrika Cup 2023                      | Mali − Burkina Faso | 2 − 1   |

## Samenvatting
| Competitie                      | Totaal gespeeld | Winst Burkina Faso | Gelijk | Winst Mali | Doelsaldo Burkina Faso – Mali |
| ------------------------------- | --------------- | ------------------ | ------ | ---------- | ----------------------------- |
| Afrika Cup                      | 2               | 0                  | 0      | 2          | 2 − 5                         |
| Afrika Cup-kwalificatie         | 2               | 0                  | 0      | 2          | 0 − 5                         |
| African Championship of Nations | 1               | 0                  | 0      | 1          | 0 − 1                         |
| Vriendschappelijk               | 19              | 5                  | 3      | 11         | 20 − 30                       |
| Totaal                          | 24              | 5                  | 3      | 16         | 22 − 41                       |

Wedstrijden bepaald door strafschoppen worden, in lijn met de FIFA, als een gelijkspel gerekend.